# Campeonato de Australia 1950
Lista de los campeones del Abierto de Australia de 1950:

## Individual masculino
Frank Sedgman (AUS) d. Ken McGregor (AUS),  6–3, 6–4, 4–6, 6–1

## Individual femenino
Louise Brough Clapp (USA) d. Doris Hart (USA), 6–4, 3–6, 6–4

## Dobles masculino
John Bromwich/Adrian Quist (AUS)

## Dobles femenino
Louise Brough (USA)/Doris Hart (USA)

## Dobles mixto
Doris Hart (USA)/Frank Sedgman (AUS)
| Predecesor: 1949                                       | Abierto de Australia 1950 | Sucesor: 1951                         |
| Predecesor: Campeonato nacional de Estados Unidos 1949 | Grand Slam 1950           | Sucesor: Torneo de Roland Garros 1950 |

- Datos: Q2715251